# Темир, Степан Константинович
Теми́р Степа́н Константи́нович (род. 20 февраля 1918, Малоянисоль, Никольский район, Донецкая область — ум. 2008) — украинский педагог, краевед. Этнический грек, румей, активист греческого движения.

## Биография
После окончания Малоянисольськои средней школы поступил в Мариупольский греческий педагогический техникум, который окончил в 1938 году, по специальности учитель начальных классов. В 1952 году окончил географический факультет Луганского педагогического института.
Участник боевых действий в период Великой Отечественной войны, служил сапёром. Участвовал в возведении мостов через реки Ингул, Дунаец, Вислу, Одер, Мораву. За боевые заслуги награждён орденом Отечественной войны I степени, медалями «За отвагу», «За победу над Германией», медалью Чехословацкой Республики, памятными знаками 5-й Ударной и 1-й Гвардейской Армии. После войны жил в Старомлиновке с собственной семьей, работал в Старомлиновской средней школе, с 1956 года — завучем до выхода на пенсию в 1973 году.
Степан Константинович в 1964 году создал на общественных началах историко-краеведческий музей в селе Старомлиновка. Сейчас музей посещают делегации из Греции, Турции, США, России, Крыма. Здесь проводятся консультации, занятия, лекции. Более 40 лет занимался С. К. Темир этнографией приазовских греков. Он написал историю села Старомлиновка, историю народного образования Приазовья, заселение края, историю создания памятников. Он составил путеводитель музея, 2 ономастических словари, методику полевых исследований Приазовья, написал более 100 статей, очерков, научных разработок, сообщений по истории края. Четыре года С. К. Темир работал в составе Московской этнографической экспедиции. Он был участником ВДНХ СССР в 1965—1967 годах.
В 2004 году издана его «Методика полевых этнографических исследований Приазовья». В том же году вышла в свет книга «Греки Приазовья».
С. К. Темир дважды был награждён Знаком «Отличник народного просвещения», медалью «За доблестный труд», памятной медалью Республиканского общества охраны памятников истории и культуры СССР, УССР, облоно, Управления культуры, награждён многими почетными грамотами за создание музея истории в селе Старомлиновка.